# تی قیفاووس

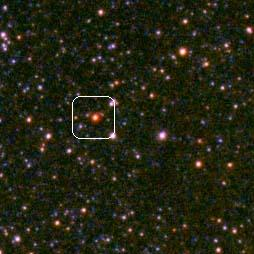
ستاره تی قیفاووس

تی قیفاووس (به انگلیسی: T Cephei) یک ستاره متغیر میراگونه در صورت فلکی قیفاووس است.